# Steve Gerber
Stephen Ross Gerber (Saint Louis (Missouri), 20 de setembre de 1947 - Las Vegas, 10 de febrer de 2008) va ser un escriptor de còmics estatunidenc conegut per cocrear el personatge satíric Howard the Duck de Marvel Comics i una etapa definitòria del personatges a Man-Thing, una de les seves propietats de monstres. Altres obres destacables són Omega the Unknown, el serial de Son of Satan a Marvel Spotlight, The Defenders, el serial de Guardians of the Galaxy a Marvel Presents, Daredevil i Foolkiller. Gerber era conegut per incloure llargues pàgines de text enmig d'històries de còmics, com ara a la seva novel·la gràfica, Stewart the Rat. Gerber va ser ingressat pòstumament al Saló de la Fama del Còmic de Will Eisner el 2010.

## Biografia

### Primers anys i formació
Steve Gerber va néixer a St. Louis, Missouri, fill de Bernice Gerber, i un dels quatre fills, amb els germans Jon, Michael i Lisa. Una carta de Steve Gerber des del "7014 Roberts Court, University City 30, Mo" es va publicar a Fantastic Four nº 19 (octubre de 1963). Després de mantenir correspondència amb els llavors també aficionats als còmics juvenils Roy Thomas i Jerry Bails, i començar un dels primers fanzíns de còmics, Headline, als 13 o 14 anys, Gerber va assistir a la Universitat de Missouri – St. Louis, la Universitat de Missouri a Columbia, Missouri, i la Universitat de St. Louis, on va acabar la carrera de comunicacions. Gerber era jueu.

### Carrera
Gerber va començar a treballar com a redactor d'una agència de publicitat de St. Louis. Durant aquest temps va escriure històries breus, algunes de les quals, com "And the Birds Hummed Dirges", van aparèixer més tard a la Crazy Magazine durant la seva etapa com editor.
A principis de 1972, Gerber va demanar a Thomas, en aquella època redactor en cap de Marvel, escriure còmics; Thomas li va enviar una prova d’escriptor (sis pàgines d’una escena de persecució en cotxe de Daredevil dibuixada per Gene Colan) que Gerber va passar. Va acceptar un lloc com a editor associat i escriptor a Marvel Comics.
La carrera d’escriptor de còmics de Gerber a Marvel va començar amb tres sèries de còmics amb data de portada desembre de 1972: Adventure into Fear # 11, The Incredible Hulk # 158 i una col·laboració amb l'escriptora Carole Seuling a Shanna the She-Devil. Gerber va escriure inicialment històries de superherois per a títols com Daredevil (20 números), Iron Man (tres números) i Sub-Mariner (11 números). Gerber va escriure històries de terror antològic: històries fantàstiques per a Criatures on the Loose (adaptacions de Thongor de Lin Carter), Monsters Unleashed, Chamber of Chills i Journey into Mystery i peces d'humor per a Crazy Magazine, convertint-se en editor d'aquesta revista satírica dels números 11–14.

#### The Man-Thing i Howard the Duck
Gerber va escriure una de les seves sèries distintiva, Man-Thing, sobre un monstre de pantà empàtic, que va començar a Adventure into Fear nº 11 (desembre de 1972). A la pàgina 11 d'aquest número, va crear el lema narratiu de la sèrie, que s'utilitza en subtítols: "Whatever knows fear burns at the Man-Thing's touch!" (qui conegui la por es crema al toc del Man-Thing!". Després del número 19 (desembre de 1973), Man-Thing va rebre un títol en solitari, del que es van publicar 22 números (gener de 1974 - octubre de 1975), dels quals el número 1 estava destinat originalment a Adventure into Fear número 20. Gerber i Mayerik van presentar el Foolkiller (Matador de tontos) original al número 3 (març de 1974). En el número final, Gerber va aparèixer com a personatge de la història, afirmant que no havia inventat les aventures de Man-Thing, sinó simplement n'informava i que havia decidit passar a una altra cosa.
Amb el dibuixant a llapis Val Mayerik, Gerber va crear Howard the Duck com a personatge secundari d’una història de Man-Thing a Adventure into Fear nº 19 i Man-Thing nº 1 (desembre de 1973 - gener de 1974). Howard va obtenir el seu propi serial a Giant-Size Man-Thing nº4-5, enfrontant-se a personatges de paròdia de terror tan estranys com Garko the Man-Frog i Bessie the Hellcow, abans de protagonitzar el seu propi títol amb Howard the Duck nº 1 (gener de 1976). Gerber va escriure 27 números de la sèrie, dibuixants a llapis inicialment per Frank Brunner i poc després per Gene Colan. La sèrie va desenvolupar progressivament un seguiment de culte substancial, que Marvel va contribuir a promoure mitjançant l'entrada satírica de Howard a la campanya presidencial dels EUA del 1976 sota els auspicis del All-Night Party.
Marvel va intentar una sèrie derivada en forma de una tira còmica sindicada de Howard the Duck de curta durada del 1977 al 1978, inicialment guionitzada per Gerber i dibuixada per Colan i Mayerik, i després, per a consternació de Gerber, escrita per un altre experimentat escriptor de còmics, Marv Wolfman i dibuixat per Alan Kupperberg. Gerber havia estat reemplaçat de la tira a mitjans de 1978, creant acritud i una demanda. El llavors cap de redacció de Marvel, Jim Shooter, va culpar la tardança crònica de Gerber, dient que l'equip creatiu "produïa tires a sis dies de la seva publicació", cosa que va dir que va provocar que diversos diaris deixessin la tira. Shooter va afegir que, tot i que el sindicat va amenaçar amb retirar la tira si no es portava un escriptor nou, "Steve us pot explicar un bon nombre d'històries de terror (i totes són certes) sobre els problemes que teníem per aconseguir artistes".

##### Altres còmics dels anys setanta
Gerber sovint va col·laborar amb l'escriptora Mary Skrenes durant aquest període. Entre altres projectes de Marvel, Gerber va crear Omega the Unknown amb Skrenes i l’artista Jim Mooney, que va explorar l'estrany vincle entre un superheroi còsmic i un noi i va escriure el primer número de Marvel Comics Super Special amb la banda de rock Kiss. Va crear els personatges de Starhawk, Aleta Ogord i Nikki pels Guardians of the Galaxy (Guardians de la Galàxia) originals. Va guionitzar les aventures de Daimon Hellstrom, Morbius, the Living Vampir i Lilith, filla de Dràcula.
Gerber sovint revifava personatges oblidats. A The Defenders, va reviure tres personatges de l'era pre-superheroi, els Headmen. Va reintroduir el serial Guardians of the Galaxy de 1969, primer com a estrelles convidades a Marvel Two-in-One i The Defenders, després com a protagonista a Marvel Presents.
Cap al final del seu treball a Marvel, va escriure històries de Hanna-Barbera per a Mark Evanier amb el pseudònim anagrammàtic conjunt Reg Everbest. Només dues d’aquestes, amb Magilla Gorilla i el Clue Club, es van publicar en anglès.

#### Batalla per Howard the Duck
Durant la primera meitat de 1978, Gerber va ser acomiadat primer de la tira de diaris i després de la sèrie de còmics per incomplir els terminis. El 29 d'agost de 1980, després de conèixer els esforços de Marvel per llicenciar Howard pel seu ús en mitjans cinematogràfics i de difusió, Gerber va presentar una demanda per infracció dels drets d'autor contra Cadence Industries, matriu de la companyia Marvel i altres parts, al·legant que era l'únic propietari del personatge.

#### Treball per a DC
Durant mitjans dels anys setanta i principis dels vuitanta, Gerber va treballar per a DC Comics, incloent un número de Metal Men, els tres darrers números de Mister Miracle, la sèrie limitada The Phantom Zone, i un publicació d'històries secundàries de "Doctor Fate" a The Flash coescrita amb Martin Pasko. Gerber havia planejat escriure per a la sèrie d'antologia de ciència-ficció Time Warp de DC, però es va oposar a les directrius de presentació d'aquesta sèrie. Gerber va escriure per a companyies de còmics independents. Una de les primeres grans obres de Gerber fora de Marvel va ser la novel·la gràfica original Stewart the Rat per a Eclipse Comics, amb art de Gene Colan i Tom Palmer. Per a la Eclipse Magazine, Gerber i Mayerik van crear la història de terror contra la censura, "Role Model / Caring, Sharing, and Helping Others".

#### Resolució del cas judicial
El 1981 es va associar amb Jack Kirby a Eclipse per crear Destroyer Duck, un còmic satíric creat per recaptar fons per al seu cas judicial contra Marvel.
La demanda es va resoldre el 24 de setembre de 1982. Gerber va reconèixer que el seu treball sobre el personatge s'havia realitzat com a treball de lloguer i que Cadence Industries, matriu de Marvel, posseïa "tot dret, títol i interès" de Howard the Duck i material relacionat. El 5 de novembre de 1982, el jutge David Kenyon va aprovar la moció i va desestimar el cas.

#### Anys vuitanta i noranta
A principis dels anys vuitanta, Gerber i Frank Miller van fer una proposta conjunta per renovar els tres personatges més grans de DC: Superman, Batman i Wonder Woman; La proposta no va ser acceptada.
Després que Marvel havia cancel·lat el seu contracte el maig de 1978, va tornar a Marvel el 1983 amb la sèrie de curta durada Void Indigo, propietat del creador, per a Epic Comics.
Gerber tenia previst escriure una nova sèrie Spectre el 1986, però va perdre el termini per al primer número per poder veure l’últim dia de rodatge de la pel·lícula Howard the Duck i DC va assignar un altre escriptor a la sèrie com a resposta.
Gerber va escriure altres projectes per a Marvel, inclòs un serial de vuit pàgines de Man-Thing a la sèrie d'antologia Marvel Comics Presents (setembre de 1988 a febrer de 1989), The Legion of Night i el one-shot Suburban Jersey Ninja She-Devils de 1991. Per a DC, les seves obres inclouen A. Bizarro. Novament a Marvel, Gerber va escriure 12 números a The Sensational She-Hulk (on apareixia Howard the Duck). També va escriure tres números de Cloak and Dagger, una història de Hawkeye a Avengers Spotlight i dos números de Toxic Crusaders. Durant aquest temps va fer un serial a Marvel Comics Presents amb Poison, un personatge que havia creat en el crossover de "The Evolutionary War". Va guionitzar A Nightmare on Elm Street, un còmic en format de revista en blanc i negre que detallava la història del personatge de Freddy Krueger.

#### Treball de televisió
En col·laboració amb Beth Woods (després Slick), Gerber va escriure l'episodi "Contagion" de la sèrie de televisió sindicada Star Trek: The Next Generation.
L’animació televisiva de Gerber incloïa tasques d’editor d'històries a The Transformers, GI Joe i Dungeons &amp; Dragons; va crear Thundarr thel Barbarian; i va compartir el 1998 un Daytime Emmy Award per la categoria especial destacada - Programa d'animació, per al programa de WB The New Batman/Superman Adventures .

#### Ultraverse i Image
Va ser un dels fundadors del superheroi de Malibu Comics que va configurar Ultraverse i va co-crear Sludge i Exiles. Per a Image Comics, va co-crear The Cybernary amb Nick Manabat i va dissoldre Codename: Strykeforce, a més d’escriure com a convidat Pitt.

#### Treball dels anys 2000
El 2002 va crear una nova minisèrie Howard the Duck per a la línia MAX de Marvel. Per a DC, va crear Nevada per a l'empremta Vertigo el 1998 amb l’artista Phil Winslade i Hard Time amb la col·laboradora de llarga durada Mary Skrenes, per a l'empremta DC Focus, però les vendes lentes van fer que Hard Time: Season Two es cancel·lés després només set números.
Més tard, Gerber va escriure el one-shot Helmet of Fate: Zauriel i va continuar escrivint la sèrie del Doctor Fate a la sèrie limitada Countdown to Mystery per a DC Comics fins al moment de la seva mort, treballant en històries a l'hospital. Gerber va morir abans de poder escriure el capítol final de la sèrie; en el seu honor, quatre escriptors (Adam Beechen, Mark Evanier, Gail Simone i Mark Waid) van aportar independentment les seves pròpies conclusions a la història.
El 2010, Comics Bulletin va classificar la carrera de Gerber a The Defenders com la primera de la seva llista "Top 10 1970s Marvel" (el 10 millors de Marvel dels anys 70), mentre que Omega the Unkonwn va ser el 10è de la mateixa llista.
La història pòstuma de Gerber Man-Thing "The Screenplay of the Living Dead Man", amb art de Kevin Nowlan, originalment planejada com a novel·la gràfica dels anys 80 abans de deixar-la inacabada per l'artista, es va recuperar a la dècada de 2010 i va aparèixer com minisèrie de tres números titulada The Infernal Man-Thing (amb dates de prtadas principis de setembre-Oct. 2012). La història era una seqüela de "Song-Cry of the Living Dead Man" de Gerber a Man-Thing # 12 (desembre de 1974).

### Mort
El 2007, a Gerber se li va diagnosticar una etapa inicial de fibrosi pulmonar idiopàtica i, finalment, va ser hospitalitzat mentre continuava treballant. Havia entrat a la llista d’espera d’un trasplantament de pulmó al Centre Mèdic UCLA. El 10 de febrer de 2008, Gerber va morir a un hospital de Las Vegas per complicacions derivades del seu estat. El seu darrer treball en còmics va ser un guió de Countdown to Mystery: Doctor Fate per a DC Comics, després d’haver treballat breument amb una versió del personatge el 1982.
En el moment de la seva mort, Gerber estava separat de la seva dona, Margo Macleod. Va tenir una filla, Samantha Gerber.

## A la ficció
Un dels pseudònims de treball de Gerber, Reg Everbest, va ser la inspiració darrere del primer nom real de Foolkiller, que es va revelar com Ross G. Everbest. Gerber va utilitzar el pseudònim anagramàtic Reg Everbest per a les històries publicades per Marvel de Hanna-Barbera després que Jim Shooter li prohibís la participació a Marvel. Roger Stern va nomenar el Foolkiller original mort "Ross G. Everbest" a The Amazing Spider-Man nº 225, en homenatge a Gerber, utilitzant el segon nom de Gerber com a primer nom del personatge, la inicial del mig restablint l'anagrama excepte la e muda anglesa. El nom real del personatge mai no va aparèixer a les dues històries de Gerber, sinó que es veu a la pantalla de l'ordinador a la segona furgoneta de Foolkiller, al costat de la cara de l'usuari original d'aquesta identitat.

## Premis i nominacions
- 1977: Premi Eagle a la història de còmic senzilla favorita per Howard the Duck nº 3: "Four Feathers of Death", amb l'artista John Buscema[45]
- 1977: També nominat al mateix premi per Howard the Duck nº 1: "Howard the Barbarian", amb l'artista Frank Brunner
- 1977: Nominada al Premi Eagle a l'escriptor de còmics favorit
- 1977: Nominada al premi Eagle per la història de còmics continuada preferida per The Defenders nº 31-40 i The Defenders Annual # 1, amb l'artista Sal Buscema
- 1977: Premi Eagle per Howard the Duck com a còmic preferit - Humor
- 1977: Premi Eagle per Howard the Duck com a nou títol de còmic favorit
- 1977: Howard the Duck nominat al premi Eagle pel personatge de còmic favorit
- 1978: Premi Inkpot[46]
- 1978: Nominada al Premi Eagle a l'escriptor favorit de còmics[47]
- 1978: Nominada al premi Eagle per la història de còmic senzilla favorita per Howard the Duck nº 16: "The Zen and Art of Comic Book Writing"
- 1978: Beverly Switzler nominada al premi Eagle al personatge secundari favorit
- 1978: Howard the Duck nominat a la llista d’honor del premi Eagle
- 1979: Nominació al premi Eagle al millor guionista de còmics (EUA)[48]
- 1979: Howard the Duck nominat al personatge favorit del premi Eagle Award (EUA)
- 1979: Doctor Bong nominat al Premi Eagle al malvat favorit
- 1979: Beverly Switzler nominada al premi Eagle al personatge secundari favorit
- 1979: Nominat al Premi Eagle per la història senzilla preferida per The Avengers nº 178: "The Martyr Perplex", amb l'artista Carmine Infantino
- 1979: Nominació a la llista d’honor del premi Eagle
- 1980: Nominació a la llista d’honor del premi Eagle[49]
- 2002: Nominat al premi Bram Stoker a la millor narrativa il·lustrada per Howard the Duck vol. 2 nº 1-6[50][51]
- 2010: incorporat al Saló de la Fama del Còmic de Will Eisner[52]
- 2013: rebé el premi Bill Finger[53]

### Còmics

#### DC Comics
- A. Bizarro nº 1–4 (1999)
- Countdown to Mystery nº 1–7 (Doctor Fate) (2007–2008)
- DC Comics Presents nº 97 (1986)
- The Flash nº 310–313 (Doctor Fate backup stories, reprinted in The Immortal Doctor Fate #3) (1982)
- Hard Time nº 1–12 (2004–2005)
- Hard Time: Season Two nº 1–7 (with Mary Skrenes; the first issue noted that she was denied credit on the first series) (2006)
- Heartthrobs nº 4 (1999)
- Helmet of Fate: Zauriel nº 1 (2007)
- Metal Men nº 45 (1976)
- Mister Miracle nº 23–25 (1978)
- Nevada nº 1–6 (1998)
- Phantom Zone nº 1–4 (1982)
- Superman: Last Son of Earth nº 1–2 (2000)
- Superman: Last Stand on Krypton nº 1 (the sequel to Superman: Last Son of Earth) (2003)
- Vertigo: Winter's Edge nº 1–2 (Nevada stories; Leonard the Duck cameo) (1998–1999)
- Weird War Tales nº 80 (1979)

#### Eclipse Comics
- Destroyer Duck nº 1–5 (1982–1983) (també editor del número 6–7)
- Eclipse: The Magazine nº 2-3 (1981) ("Role Model: Caring, Sharing, and Helping Others" (història de terror))
- Miracleman Book One (només introducció) (1988)
- Novel·la gràfica Stewart the Rat (1980)
- Total Eclipse nº 3 (1988) (història secundària de Tachyon; primera aparició)

#### Image Comics
- Codename: Strykeforce nº 10-14 (1995)
- Cyberforce, Strykeforce; Forces oposants # 1-2 (1995)
- Cybernary nº 1-5 (1995-1996)
- Deathblow nº 1-4 (Històries secundàries Cybernary) (1993-1994)
- Pitt # 9-10 (1995)
- Savage Dragon / Destroyer Duck # 1 (1996)

#### Malibu Comics
- Exiles nº 1-4 (1993)
- Sludge nº 1-3, 6-11 (1993-1994)
- Sludge Red X-Mas nº 1 (1994)

#### Marvel Comics
- Adventure into Fear nº 11–19 (Man-Thing), nº 21–25 (Morbius) (1972–1974)
- Avengers Spotlight nº 30–34, 36 (Hawkeye) (1990)
- The Avengers nº 178 (Beast) (1978)
- Captain America nº 157, 221–223, 225 (1973–1978)
- Chamber of Chills nº 2 (1973) "Thirst"
- Cloak and Dagger (vol. 3) nº 14–16 (1990–1991)
- Crazy Magazine nº 2–14 (1974–1975)
- Creatures on the Loose nº 28–29 (Thongor, adaptació dels relats de Lin Carter) (1974)
- Daredevil nº 97–101, 103–117 (1973–1975)
- The Defenders nº 20–29, 31–41, Annual nº 1 (1975–1976)
- Dracula Lives nº 1–2, 6, 10–11 (1973–1975)
- Foolkiller nº 1–10
- Freddy Krueger's A Nightmare on Elm Street nº 1–2 (1989)
- Giant-Size Defenders nº 3–5 (1975)
- Giant-Size Man-Thing nº 1–5 (1974–1975)
- Haunt of Horror nº 1–3 (1974)
- Howard the Duck nº 1–29, Annual nº 1 (1976–1979)
- Howard the Duck (vol. 2) nº 1–6 (2002)
- The Incredible Hulk nº 158 (1972)
- The Infernal Man-Thing nº 1–3 (2012)
- Iron Man nº 56–58, Annual nº 3 (1973–1976)
- Journey into Mystery (vol. 2) nº 4 (1973) ("The Price Is Flight!")
- The Legion of Night nº 1–2 (1991)
- Man-Thing nº 1–22 (1974–1975)
- Marvel Comics Presents #1–12 (serial de Man-Thing), #60–67 ([serial de Poison) (1988–1990)
- Marvel Comics Super Special #1 (Kiss) (1977)
- Marvel Fanfare #56–59 (Shanna the She-Devil) (1991)
- Marvel Graphic Novel #11 (Void Indigo) (1984)
- Marvel Presents #3–7, 9 (Guardians of the Galaxy) (amb Mary Skrenes) (1976–1977)
- Marvel Preview nº 12, 16 (Lilith) (1977–1978)
- Marvel Spotlight nº 14–23 (Son of Satan) (1974–1975)
- Marvel Treasury Edition nº 12 (Howard the Duck; The Defenders) (1976)
- Marvel Two-in-One nº 1–9 (1974–1975) (enllaçant amb els seus arcs argumentals a Man-Thing, Sub-Mariner, Daredevil/Shanna the She-Devil i Guardians of the Galaxy/Defenders; a més Ghost Rider i Thor)
- Midnight Sons Unlimited nº 9 (1995) (The Legion of Night)
- Monsters Unleashed nº 4, 8–9 (1974) (història de Golem; història de prosa de Man-Thing, "Several Meaningless Deaths")
- Omega the Unknown nº 1–6, 9–10 (amb Mary Skrenes) (1976–1977)
- The Rampaging Hulk nº 7–9 (1978) (històries de complements protagonitzades per Man-Thing, Ulysses Bloodstone i Shanna the She-Devil, respectivament)
- Sensational She-Hulk nº 10–11, 13–23 (1990–1991)
- Shanna the She-Devil nº 1, 4–5 (1972–1973)
- Spider-Man Team-Up nº 5 (1996)
- Spoof nº 3–4 (1973) ("The Part-Rich Family" i "What If Famous People Were Santa Claus?")
- Spotlight nº 4 (Magilla Gorilla) (1979)
- Sub-Mariner nº 58–69 (1973–1974)
- Suburban Jersey Ninja She-Devils nº 1 (1991)
- Supernatural Thrillers nº 5, 7 (N'Kantu, the Living Mummy) (1974)
- Tales of the Zombie nº 1–8, Annual #1 [reimpressions] (1973–1975); també respostes a cartes dels lectors al nº10
- Toxic Crusaders nº 3, 5 (1992)
- TV Stars nº 4 (the Clue Club) (1979)
- Vampire Tales nº 1, 6 (Morbius i Lilith, respectivament) (1973–1974)
- Void Indigo nº 1–2 (1984–1985)
- Web of Spider-Man Annual nº 4 (1988) (presentant Man-Thing i introduint Poison)

#### Star*Reach
- Quack nº 2 (1977) (ajuda a la història d’Alan Kupperberg)

### Crèdits televisius
- Dungeons & Dragons (1983)
- G.I. Joe (Sunbow) (1985, temporada 1 editor de la història)
- Goldie Gold and Action Jack (1981)
- Mister T (1983)
- Star Trek: The Next Generation (1989)
- Superman (1988)
- Superman: The Animated Series (1997)
- The New Batman Adventures (1997)
- The Plastic Man Comedy/Adventure Show (1979)
- The Scooby & Scrappy-Doo/Puppy Hour (1982)
- The Transformers (1986, temporada 3 editor de la història)
- Thundarr the Barbarian (1980)
- Yu-Gi-Oh! (2000)